# لئونیدا تونلی
لئونیدا تونلی (به ایتالیایی: Leonida Tonelli) (زاده ۱۹ آوریل ۱۸۸۵ در گالیپولی-درگذشته ۱۹ مارس ۱۹۴۶ در پیزا) ریاضیدان اهل ایتالیا بود.

## زندگی و کارنامه
تونلی در دانشگاه بولونیا تحصیلات خود را انجام داد و توانست تحت سرپرستی آرتزلا درجه دکتری ریاضیات را به دست آورد. در سال ۱۹۱۳ به عنوان استاد در دانشگاه کالیاری گماشته شد. تونلی پس از چند سالی تدریس در پارما و بولونیا به دانشگاه پیزا رفت و تا پایان زندگی خود، به جز وقفه ای سه ساله از ۱۹۳۹ تا ۱۹۴۲ که در دانشگاه رم به سر برد، در همانجا ماند. او در ایتالیا مدرسه پیشرویی در زمینه آنالیز بنیان نهاد.
زمینه کاری اصلی تونلی، آنالیز ریاضی بود. او بویژه به حساب تغییرات و همچنین به نظریه اندازه، حساب انتگرال، سریهای مثلثاتی و آنالیز فوریه پرداخت. قضیه تونلی یا فوبینی-تونلی در حساب انتگرال به نام او نامگذاری شده است. تونلی در ۱۹۲۸ در کنگره جهانی ریاضیدانان در بولونیا با موضوع «سهم ایتالیاییان در نظریه تابع های با متغیر حقیقی» سخنرانی کرد.

## آثار
- Fondamenti di Calcolo delle Variazioni. Zanichelli, Bologna, 1922-1923
- Serie trigonometriche. Zanichelli, Bologna 1928